# Exoprosopa unifasciata
Exoprosopa unifasciata är en tvåvingeart som beskrevs av Ricardo 1901. Exoprosopa unifasciata ingår i släktet Exoprosopa och familjen svävflugor. Inga underarter finns listade i Catalogue of Life.